# Ebomicu (Aconibe)
Ebomicu (Ebommiku) ist ein Ort in Äquatorialguinea.

## Lage
Der Ort befindet sich in der Provinz Wele-Nzas auf dem Festlandteil des Staates. Er liegt im Gebiet der Kommune Aconibe an einer Ost-West-Verbindung zwischen dem Hauptort Aconibe und Engong. Im Umkreis liegen die Siedlungen Avam, Acaasi und Ncamanvi. In der Nähe verläuft der Río Midyi.

## Klima
In der Stadt, die sich nah am Äquator befindet, herrscht tropisches Klima.